# Rodolphe de Billens
Rodolphe de Billens, vivant au XIVe siècle, est un prélat, prieur du couvent Saint-Maire de Lausanne (1344-1356), chanoine de la cathédrale, prévôt du Mont-Joux (1356-1359), issu de la famille de Billens.

## Biographie
La date de naissance de Rodolphe de Billens n'est pas connue en l'état des connaissances. Il est mentionné pour la première fois en juin 1330. Il appartient à la famille noble vaudoise de Billens,. Il est le fils de Jean Ier, chevalier, seigneur de Billens, et d'Alice ou Alexie de Montricher.
Destiné à la vie monacale, selon la volonté de son père (testament du 28 juin 1330), il devient chanoine de Lausanne, en 1344,. Son oncle, chanoine de Châlons, Guillaume de Billens, lui obtient la même année la gouvernance du prieuré prieuré augustinien de Saint-Maire à Lausanne,.
En 1355, alors qu'il est prieur de Saint-Maire, il est appelé à administrer le diocèse de Lausanne durant la vacance du siège épiscopal.
Le 29 septembre 1356, le pape Innocent VI le désigne comme prévôt du Mont-Joux,.
Il est mentionné comme prévôt jusqu'à sa mort, avant le 9 avril 1372,. Toutefois, la prévôté est dirigée dès 1360 par Guillaume de Pizy,.

## Armoiries
Les armes de Rodolphe de Billens se blasonnent ainsi de gueules à la hande d'or accompagnée de deux cotices d'argent.